# Hany Abu-Assad
Hany Abu-Assad (àrab: هاني أبو أسعد, Hānī Abū Asʿad; Natzaret, 11 d'octubre de 1961) és un director de cinema palestí-neerlandès. Ha rebut dues nominacions a l'Oscar a la millor pel·lícula de parla no anglesa: el 2006 per la seva pel·lícula Paradise Now, i novament el 2013 per la seva pel·lícula Omar.

## Primers anys

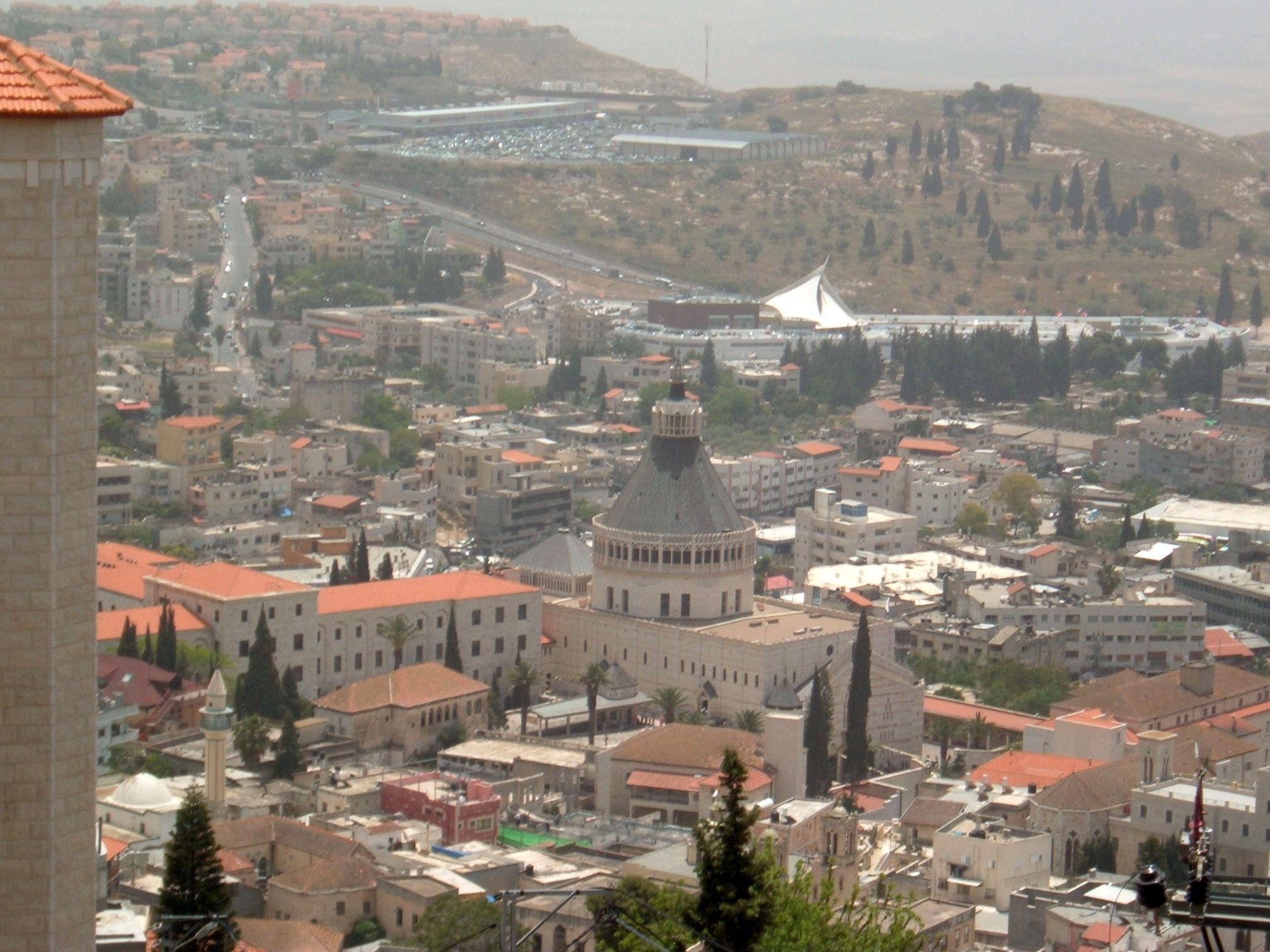
Vista panoràmica de Natzaret, lloc de naixement d'Abu-Assad

Abu-Assad va néixer en una família musulmana palestina, a la ciutat de Natzaret l'any 1961. Va emigrar als Països Baixos el 1981, on va estudiar aerodinàmica a Haarlem i va treballar com a enginyer aeronàutic durant alguns anys.
Abu-Assad es va inspirar per seguir una carrera al cinema després de veure una pel·lícula de Michel Khleifi. Abu-Assad va començar inicialment com a productor de televisió treballant en comissions per a Channel 4 i la BBC. Va fundar Ayloul Film Productions el 1990 amb el cineasta palestí Rashid Masharawi.

## Carrera cinematogràfica
El 1992, Abu-Assad va escriure i dirigir el seu primer curtmetratge, Paper House, que va ser realitzat per a la televisió holandesa NOS i va guanyar diversos premis internacionals en festivals de cinema de París i Jerusalem.
El 1998, va dirigir la seva primera pel·lícula, Het 14de kippetje (El catorze pollet), amb un guió de l'escriptor Arnon Grunberg. Les pel·lícules posteriors inclouen el documental Nazareth 2000 (2000) i el llargmetratge Rana's Wedding (2002).
El 2002, Ford Transit va ser nominat al Premi Ofir en la categoria de documentals.
El 2006, la seva pel·lícula Paradise Now va guanyar el Globus d'Or a la millor pel·lícula de parla no anglesa, i va rebre una nominació als Premis Oscar a la mateixa categoria. El 2005 Paradise Now va guanyar el Vedella d'Or a la millor pel·lícula al Festival de Cinema Neerlandès.
La seva pel·lícula de 2013 Omar es va projectar a la secció Un Certain Regard al 66è Festival Internacional de Cinema de Canes on va guanyar el Premi del Jurat. El 2014, Omar va ser la candidatura palestina a la millor pel·lícula en llengua estrangera als Premis Oscar de 2013, i va ser nominada al premi. La pel·lícula també va guanyar el premi a la millor pel·lícula als Asia Pacific Screen Awards.
El 2014, Abu-Assad va ser convidat a unir-se a l'Acadèmia de les Arts i les Ciències Cinematogràfiques.
El 2018, Abu-Assad es va unir al jurat de cinema de ShortCutz Amsterdam, un festival de cinema anual que promou curtmetratges a Amsterdam.

## Filmografia
- Paper House  (1992, curtmetratge) - Director
- Curfew (1993) - Productor
- The 13th (1997, curtmetratge) - Director
- Het 14e kippetje (1998) - Director
- Rana's Wedding (2002) - Director
- Paradise Now (2005) - Director
- The Courier (2012) - Director
- Omar (2013)
- Ya tayr el tayer (2015)
- The Mountain Between Us (2017)
- Huda's Salon (2021)

### Documentaris
- Dar 0 Dour (1990) - Productor
- Long Days in Gaza (1991) - Productor
- De Arabieren van 2001 (1999) - Director
- Het Spijkerkwartier (2000) - Director
- Nazareth 2000 (2000) - Director
- Ford Transit (2002) – Director